# Tornfalk
Tornfalk (Falco tinnunculus) är en medelstor rovfågel som ofta ses ryttla över fält och öppna ytor, som kalhyggen och myrar. Tornfalken är en av Europas talrikaste rovfåglar.

## Systematik
Tornfalken var en av de arter som Linné ursprungligen beskrev i sin Systema Naturae från 1700-talet.
Arten ingår i en klad av tornfalkar med svarta mustaschstreck, vilket är ett kännetecken som inte förekom hos de mer ursprungliga tornfalkarna. De verkar ha spridits sig under Gelasian (sen pliocen eller tidig pleistocen) ungefär 2–2,5 miljoner år sedan, med ursprung i tropiska Östafrika, vilket analyser baserade på den mitokondriella genen för enzymet cytokrom b indikerar tillsammans med biogeografiska överväganden. 
Den närmsta släktingen som förekommer idag är nankinfalk (Falco cenchroides) som med stor sannolikhet härstammar från tornfalkar (F. tinnunculus) som för mindre än en miljon år sedan började anpassa sig efter de lokala förhållanden som rådde. Rödfalk (F. naumanni) som mycket starkt påminner om en mindre tornfalk men som saknar svarta partier på ovansidan förutom på vingarna och stjärten, är förmodligen inte alls nära besläktad med dagens tornfalkar, och den amerikanska sparvfalken verkar inte ens vara en "äkta" tornfalk (Groombridge et al. 2002). Båda dessa arter har som adulta hanar mycket grått på sina vingar vilket inte förekommer över huvud taget hos tornfalk och dess närmsta släktingar, utan är istället ett typiskt kännetecken för andra falkar.
Man erkänner ett tiotal underarter. Klippfalk (F. rupicolus) behandlades tidigare som en underart till tornfalk, men urskiljs allt oftare som en egen art. Taxonen neglectus och alexandri behandlas oftast som underarter till tornfalken men behandlas som arter av Hazevoet (1995) och av Sibley (1996).
För underarternas utbredning, se Underarter

## Utseende, fältkännetecken och läte

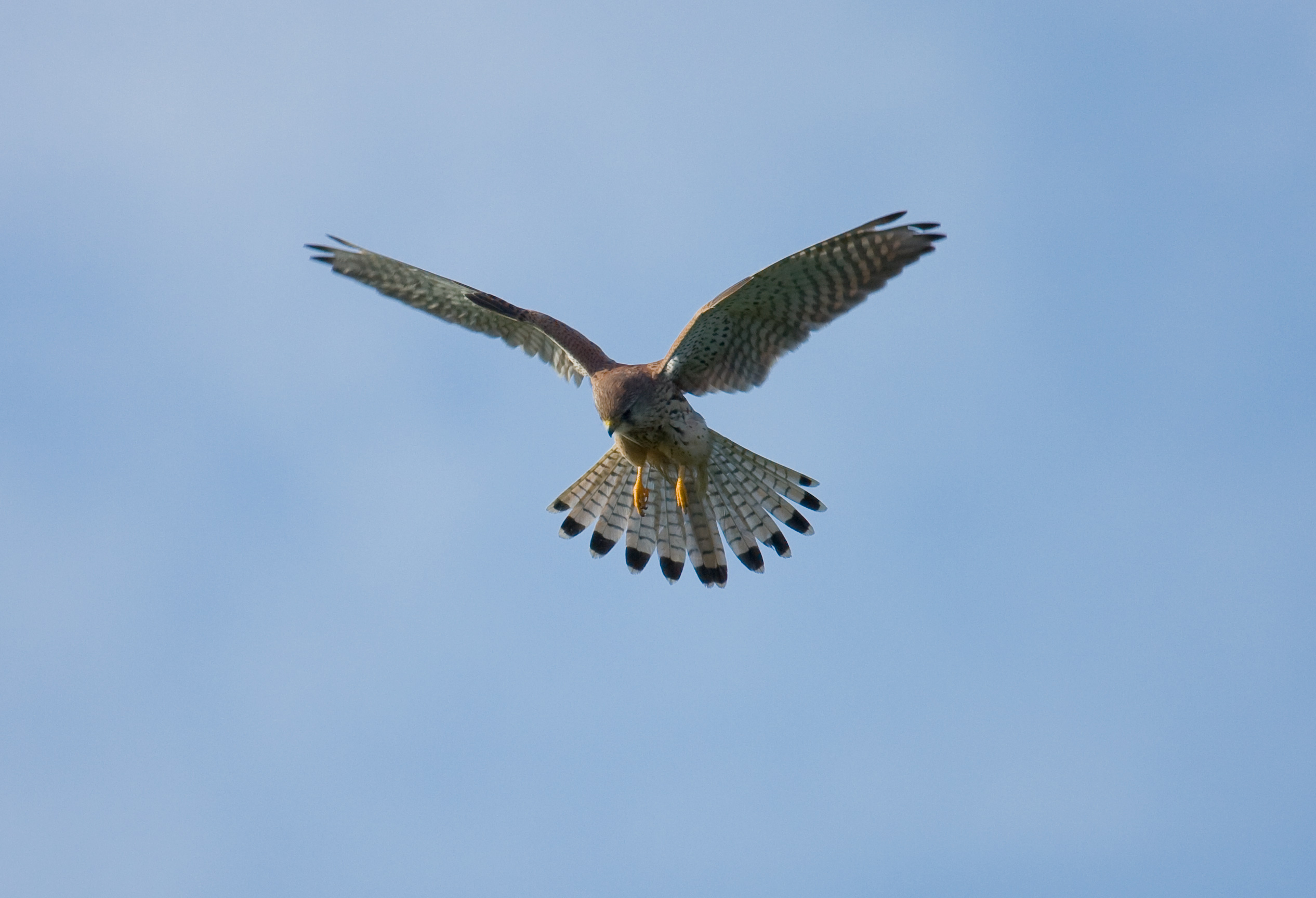
Ryttlande tornfalk.

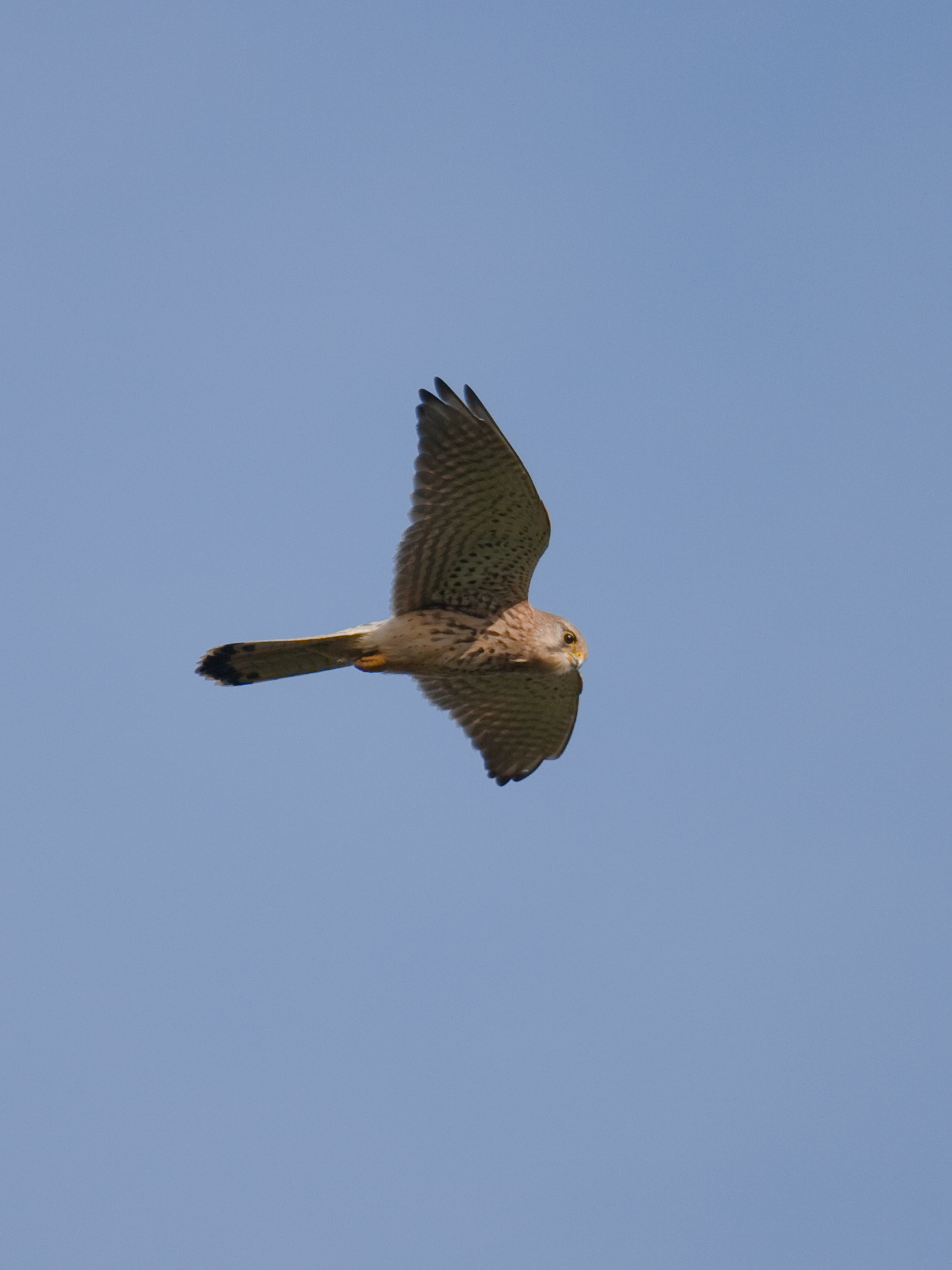
Flygande tornfalk i profil.

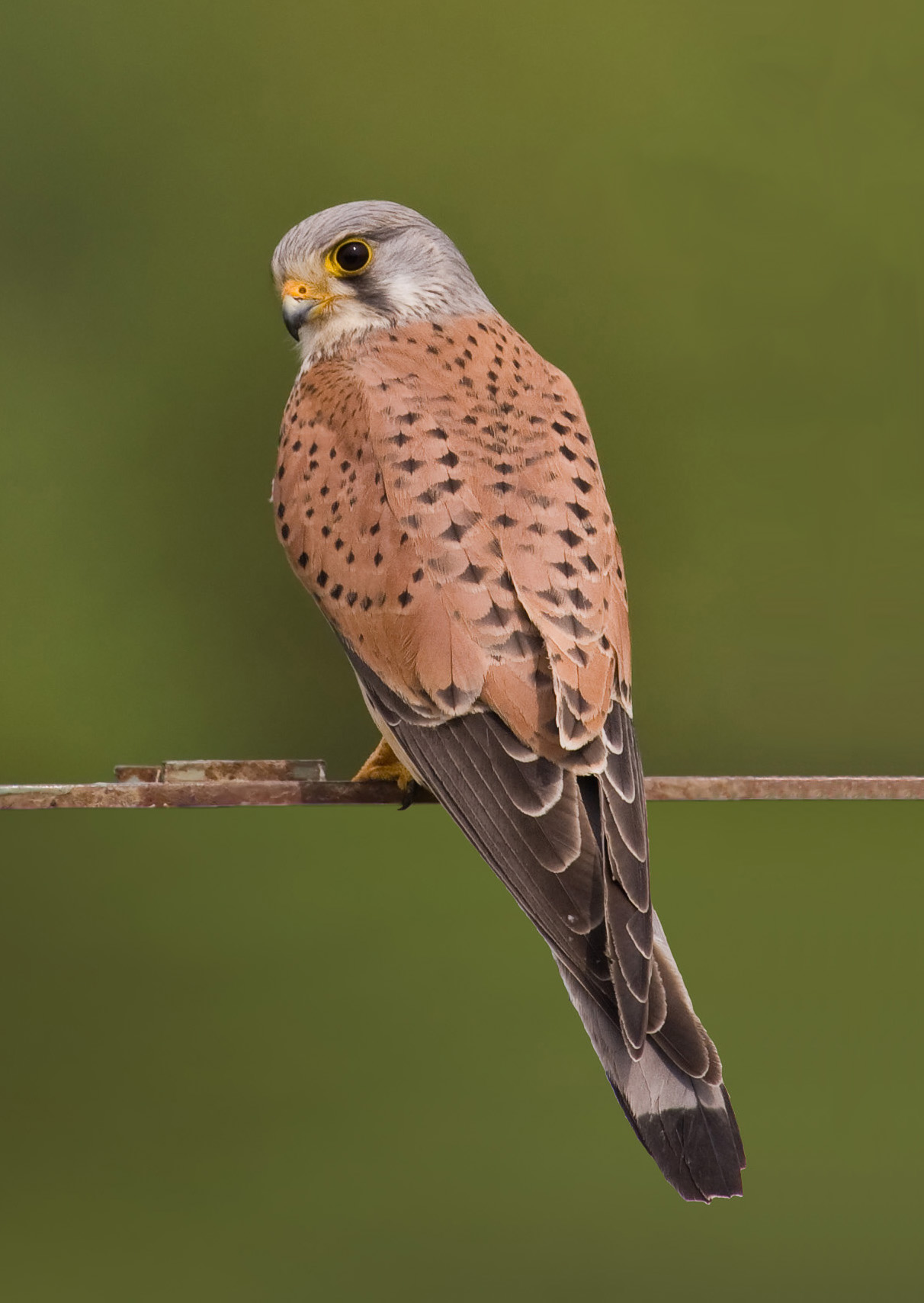
Adult hane. Notera det grå huvudet.

Tornfalken är en medelstor falk med en lång stjärt och långa vingar som är smala vid basen, och som i utsträckt tillstånd är ganska trubbiga. Formen på fågeln påminner om sparvhökens. Längd och vingspann varierar beroende på underart och individ, hos den europeiska nominatformen F. t. tinnunculus når hanarna i genomsnitt en längd på 34,5 centimeter och honorna mäter 36 centimeter. Hanens vingspann är i genomsnitt knappt 75 centimeter och hos den något större honan 76 centimeter.  
Normalt väger hanarna ungefär 200 gram medan honorna i snitt väger 20 gram mer. Hanarna håller vanligtvis en ganska konstant vikt under hela året medan honornas vikt varierar betydligt mer och de kan som mest under äggläggningsperioden väga runt 300 gram.
Tornfalkens rygg och övre vingtäckare är ljust rostbruna med svarta fläckar och svarta vingpennor. Undersidan är vattrad och ljus, där buken är ljust beige och vingundersidorna gråare. Näbben är typiskt falklikt böjd, gul vid roten och mörk längre ut. Den har en ganska mörk falkmustasch, ögat är svart och inramat med gult och den har gula fötter med svarta klor. Stjärten har ett mörkt band i bakkanten, med ett vitt smalt ändband.
Den adulta hanen har grått huvud och en grå ofläckad övergump och stjärt. Den adulta honan har rostbrunt huvud, grå vattrad övergump och en stjärt som är tvärstreckad med svart och rostbrunt på ovansidan och undersidan av stjärten är tvärstreckad i svart. Juvenila fåglar är lika honorna men är gulrödare på ovansidan, har bredare, diffusare mörka streck på bröstet och fjäderspetsarna på de övre vingtäckarna har en ljus bård.
De flesta underarter skiljer sig lite åt. Hanarna bland underarterna i tropiska Afrika har mindre grått i sin fjäderdräkt.
När tornfalken sträcker känns den igen på snabba, något raska vingslag. Vid medvind kan den också glidflyga.

### Läte
Tornfalkens vanligaste läte är en snabb, gäll ramsa som utgör varningsläte: ki-ki-ki-ki. Detta liknar lärkfalk och stenfalk men är för det mesta kortare. Ungfåglarna och honan tigger med ett drillande kirrl, kirrl som upprepas ett antal gånger. Den är ofta väldigt högljudd under häckningstiden.

## Utbredning

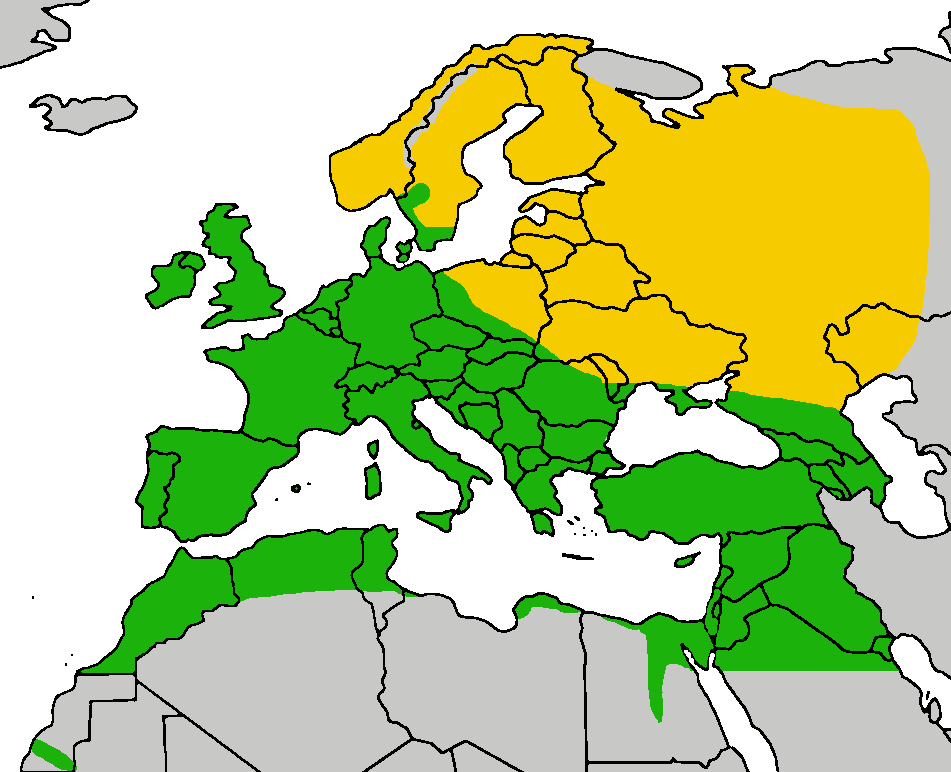
Utbredningskarta över det västpalearktiska beståndet
gult - sommar
grönt - året runt

Tornfalken häckar allmänt i Europa, större delen av Asien samt i stora delar av Afrika. Dess häckningsområde i Europa sträcker sig från 68° N i Skandinavien och 61° N i Ryssland över Medelhavets öar till Nordafrika. Den ses också på Brittiska öarna. I Asien sträcker sig utbredningen från mellersta Ryssland i norr, söderut till Himalaya, västerut till och med Arabiska halvön och österut genom Kina till Ochotska havet,  i Japan och i Sydostasien.
På Indiska halvön häckar den i de sydvästra delarna. Vidare påträffas den i sydöstra Asien. Arten häckar i stora delar av Afrika inklusive Egypten men saknas runt västra centralafrika och norra Afrika. På Madeira, Kanarieöarna och Kap Verdeöarna uppträder tornfalken i endemiska avvikande underarter.
Den häckar även på några öar i Indiska oceanen, exempelvis Maldiverna.

### Underarter
Tornfalken delas vanligtvis upp i elva underarter:
- tinnunculus-gruppen
  - vanlig tornfalk[5] Falco tinnunculus tinnunculus – nominatformen häckar från nordvästra Afrika, Europa och Mellanöstern till östcentrala Sibirien, Afghanistan och västra och norra Pakistan österut i Himalaya till Nepal och Bhutan; vintertid även till östra Afrika och södra Asien
  - Falco tinnunculus perpallidus – häckar i östra Sibirien (österut från Lenabäckenet) till Korea och norra Korea; i vinter till östra Kina och sydöstra Asien
  - Falco tinnunculus archeri – stannfågel i nordvästra Somalia, Socotra och utmed Kenyas södra kust
  - Falco tinnunculus rupicolaeformis – stannfågel som återfinns från Egypten och norra Sudan till Arabiska halvön. Den är till skillnad från andra underarter något mindre och starkare färgad.[6]
  - Falco tinnunculus interstinctus – häckar från Tibet till Kina och Japan; övervintrar så långt som Indien, Malaysia och Filippinerna
  - Falco tinnunculus objurgatus – häckar i södra Indien och på Sri Lanka.
- canariensis-gruppen
  - Falco tinnunculus canariensis – stannfågel på de västligaste Kanarieöarna och på Madeira.
  - Falco tinnunculus dacotiae – stannfågel på östra Kanarieöarna
- neglectus-gruppen
  - Falco tinnunculus neglectus – häckar på de nordligaste delarna av Kap Verdeöarna; båda Kap Verde-underarterna har en liknande teckning som nominatrasen men skiljs ifrån denna genom ett mindre vingmått
  - Falco tinnunculus alexandri – häckar på de södra Kap Verdeöarna
- Falco tinnunculus rufescens – stannfågel på de afrikanska savannerna söder om Sahara från Västafrika och österut till Etiopien, norra Somalia, och söderut till Tanzania och norra Angola

### Flyttning
Tornfalkar är både flytt-, stann- och partiella flyttfåglar. Den östpalearktiska populationen av tornfalk är flyttfåglar medan den västpalearktiska bara delvis består av flyttfåglar och där främst de sydvästliga populationerna är stannfåglar. I regel ökar antalet övervintrande fåglar ju söderut man kommer i Europa, undantaget är fåglar som lever i bergstrakter. Sydliga unga tornfalkar drar ofta runt, och ungfåglar som just har blivit självständiga kan flytta i motsatt riktning mot det egentliga höststräcket, som går i sydlig eller sydvästlig riktning.  Skandinaviska fåglar övervintrar normalt i västra eller sydvästra Europa, men även i centraleuropa samt Danmark. De danska tornfalkarna kan även flytta till Italien och norra Afrika. Finländska exemplar går en mer östlig rutt, exempelvis via Balkan.
Vårsträcket brukar i Sydeuropa påbörjas i februari och i Skandinavien kring början av mars. Vid utpräglade sträckfågellokaler som Falsterbonäset pågår sträcket till början av juni, med kulmination i maj.

### Förekomst i Sverige
Trots en betydande minskning av beståndet sedan 1940-talet, är tornfalken Sveriges vanligaste falk. Beståndet har på senare år spridit sig norrut, ända upp till fjällens björkskog. I Sverige övervintrar den i Skåne och på västkusten. I övriga landet flyttar den söderut i augusti - november, för att återkomma i mars - april. 

## Ekologi

### Häckning

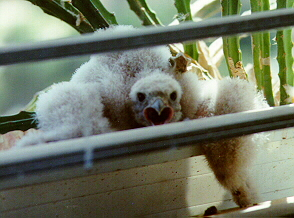
Ungfågel

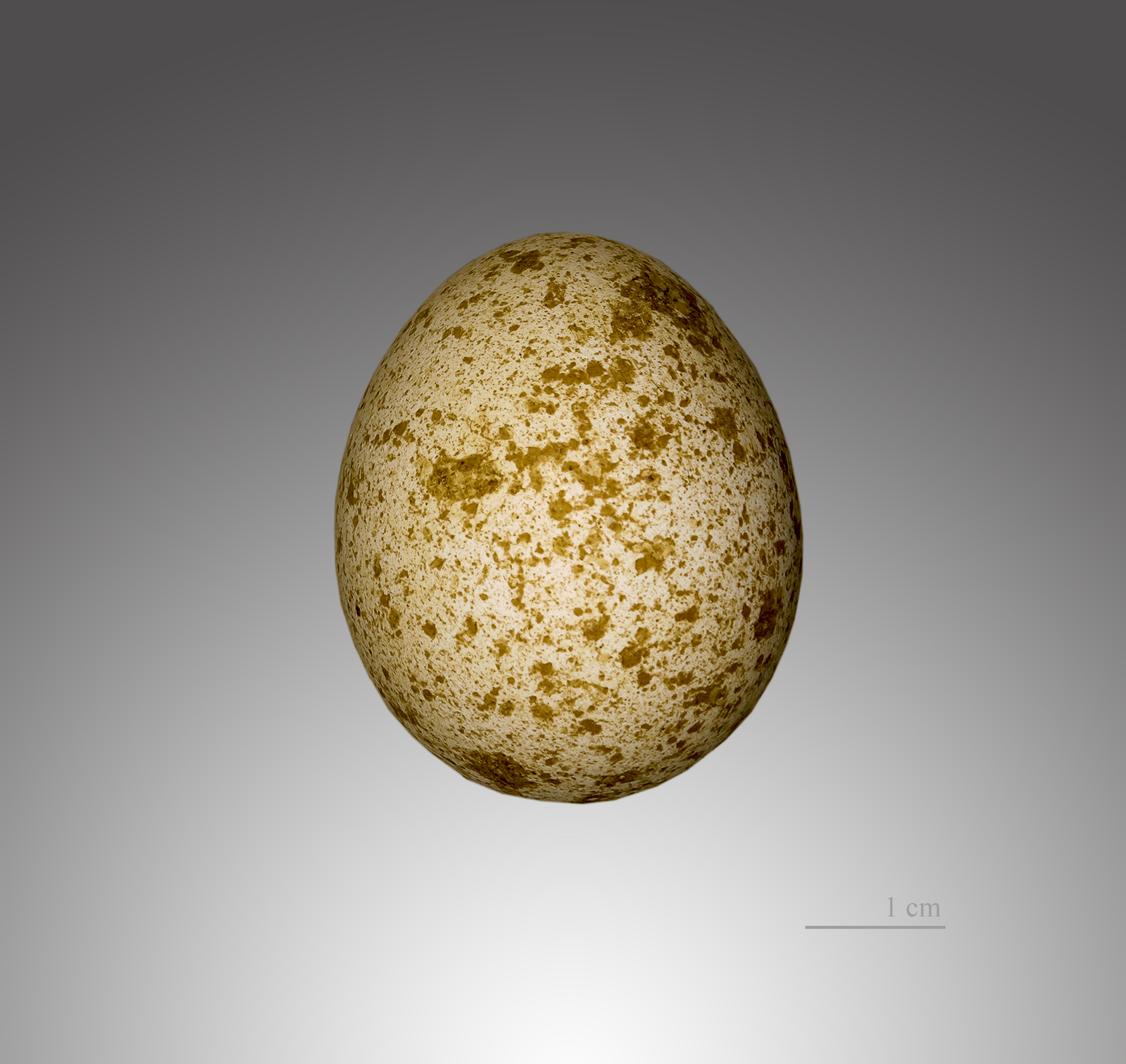
Tornfalksägg

Tornfalken häckar första gången vid ett års ålder. Den bygger inget eget bo, och boplatsen varierar. Den kan nyttja övergivna fågelbon (risbon) och holkar, då främst från kråkor eller duvor. Tornfalken kan även häcka på tak till byggnader, klippavsatser eller i trädhål. 
Mediandatum för äggläggningen ökar ju längre norrut tornfalken häckar. Honan lägger vanligtvis tre till sex ägg men extremfall med nio ägg har observerats. Den lägger en kull om året och äggläggningen sker i stora delar av Skandinavien i slutet av maj men i exempelvis Norrland inträffar den i början av juni. Äggen har en vit grundfärg och är täckta med bruna fläckar. Det finns en korrelation mellan häckningsframgång och honans storlek och vikt. Tunga honor får större kullar och lyckas föda upp fler ungar som klarar sig tills de är flygdugliga.[källa behövs]
Kullen ruvas i 27–31 dagar av honan. Ungarna matas med mindre däggdjur, på slättlandskap mest åkersorkar, vatten- och ängssorkar. Häckande fåglar i fjällen förser sina ungar med skogssorkar men vid så kallade lämmelår även fjällämlar. Honan fördelar bytet mellan ungarna som hanen lämnar över. Ungarna blir flygfärdiga efter 25–27 dygn men stannar vanligen ytterligare två veckor runt boet.

### Föda och födosök
Tornfalkens föda består främst av möss och andra små gnagare, men även groddjur, ödlor, skalbaggar och gräshoppor. Som de flesta rovfåglar har tornfalken en mycket skarp syn, vilket möjliggör för de att lokalisera små byten på håll. Den behöver ett intag på 4-8 gnagare per dag, beroende på dess energiförbrukning (tidpunkt på året, hur mycket tid den tillbringar i luften etc). Tornfalken är också känd för att fånga flera byten i en följd och spara några för senare konsumtion.  
Tornfalken syns ofta ryttla. Den stannar då vid en höjd på cirka 20 meter över marken och spanar efter ett lämpligt byte. Vingslagen är snabba och stjärten är utfälld, likt en solfjäder, och något vinklad nedåt. Ser den ett potentiellt byte, till exempel en vattensork, sänker tornfalken sig delvis för att säkert kunna veta var nedslaget ska ske. Slutligen störtdyker den och greppar bytet med framsträckta ben och utfällda klor, för att sedan sätta sig på marken. Det är sällan den missar sitt byte.

### Nativitet
Tornfalkar lever under en relativt kort tidsperiod. Dödligheten hos ungfåglar är hög; endast 20 procent av dem överlever från två år och uppåt. De fåglar som gör det, blir i genomsnitt 2½, varav väldigt få kan leva några år till. Svält är den största dödsorsaken, speciellt hos årsungar under deras första höst och vinter. 

## Tornfalken och människan

### Status och hot
Antalet tornfalkar fluktuerar och beror på hur många sorkar det finns. Antalet häckande par i Storbritannien beräknades i slutet av 1980-talet vara 52 000.
Som många andra rovfåglar jagades tornfalken kraftigt under sena 1800- och tidiga 1900-talet. Arten drabbades kraftigt av biocider under 1960-talet och på många platser har stammen fortfarande inte helt återhämtat sig. Samtida hot utgörs bland annat av jakt, förgiftning och kollisioner, exempelvis i trafiken.

### Namn
Det vetenskapliga namnet tinnunculus kommer från dess varningsläte, vilket påminner om ett ti, ti, ti, ti som kan variera i ton och hastighet. Översatt till svenska betyder det latinska ordet tinnunculus ungefär "falk med klingande läte". 
Den första kända svenska källan som använder namnet tornfalk härstammar från 1728 men namnet är troligen äldre. Förledet torn- syftar på dess vana att utnyttja höga byggnader som boplatser. Kyrkan var på många orter en av få höga platser i varför tornfalken ofta häckade i kyrktorn. Arten har därför tidigare, ungefär under perioden 1700–1900 också kallats kyrkfalk eller kyrkofalk. Dialektalt har den förr kallats väderpulare i Närke, Västmanland och Dalarna och spärring i Södermanland.

## I kulturen
Tornfalken är Belgiens nationalfågel.